# Cephalodella intuta
Cephalodella intuta är en hjuldjursart som beskrevs av Myers 1924. Cephalodella intuta ingår i släktet Cephalodella och familjen Notommatidae. Arten är reproducerande i Sverige.

## Underarter
Arten delas in i följande underarter:
- C. i. intuta
- C. i. jamaicaiensis